# Ben Bernanke

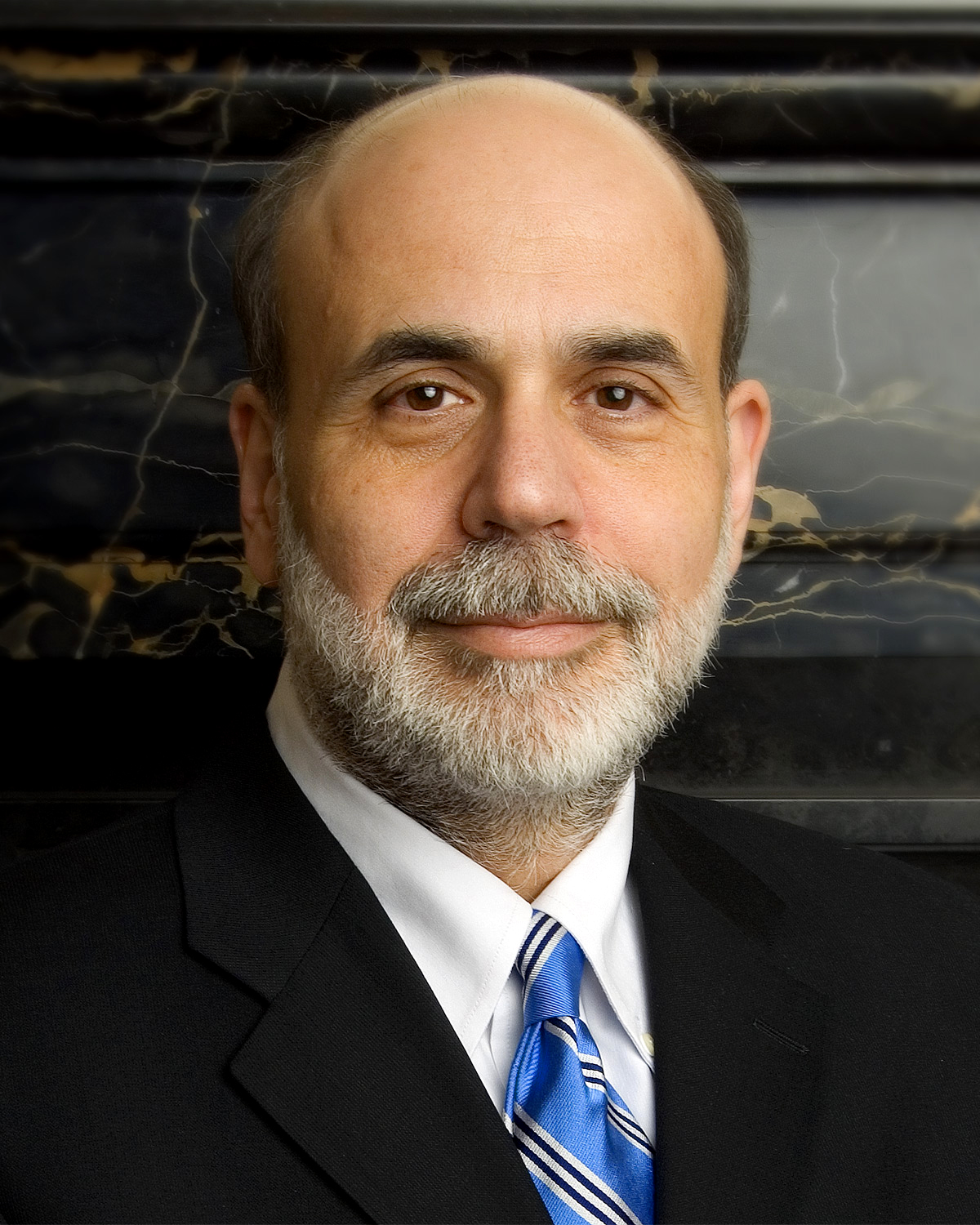
Ben Bernanke

Ben Bernanke (sinh 13 tháng 12 năm 1953) là một nhà kinh tế học người Mỹ và là cựu Chủ tịch Cục Dự trữ Liên bang Hoa Kỳ. Ben Bernanke được tổng thống George W. Bush bổ nhiệm tháng 10 năm 2005 và từng giữ chức Chủ tịch hội đồng cố vấn kinh tế cho tổng thống George W. Bush. Ông kế nhiệm Alan Greenspan ngày 1 tháng 2 năm 2006 và được tổng thống Barack Obama tái bổ nhiệm nhiệm kỳ 2 bắt đầu từ 1 tháng 2 năm 2010. Năm 2009, ông được tạp chí Time bình chọn là nhân vật của năm.
Bernanke đã được trao Giải thưởng Tưởng niệm Nobel trong Khoa học Kinh tế, cùng với Douglas Diamond và Philip H. Dybvig, "cho nghiên cứu về ngân hàng và khủng hoảng tài chính.